# Ibn Bajja (cràter)
Ibn Bajja és un petit cràter d'impacte situat a uns 199 km del Pol Sud de la Lluna. La cresta al nord d'Ibn Bajja és part de la vora elevada que envolta l'àrea deprimida que envolta al cràter Cabeus. Els veïns més propers del cràter són Kocher a l'oest-nord-oest; Ashbrook en el nord-oest; Drigalski al nord; el cràter Cabeus en l'est; Haworth en el sud-est i el de  Gerlache en el sud.

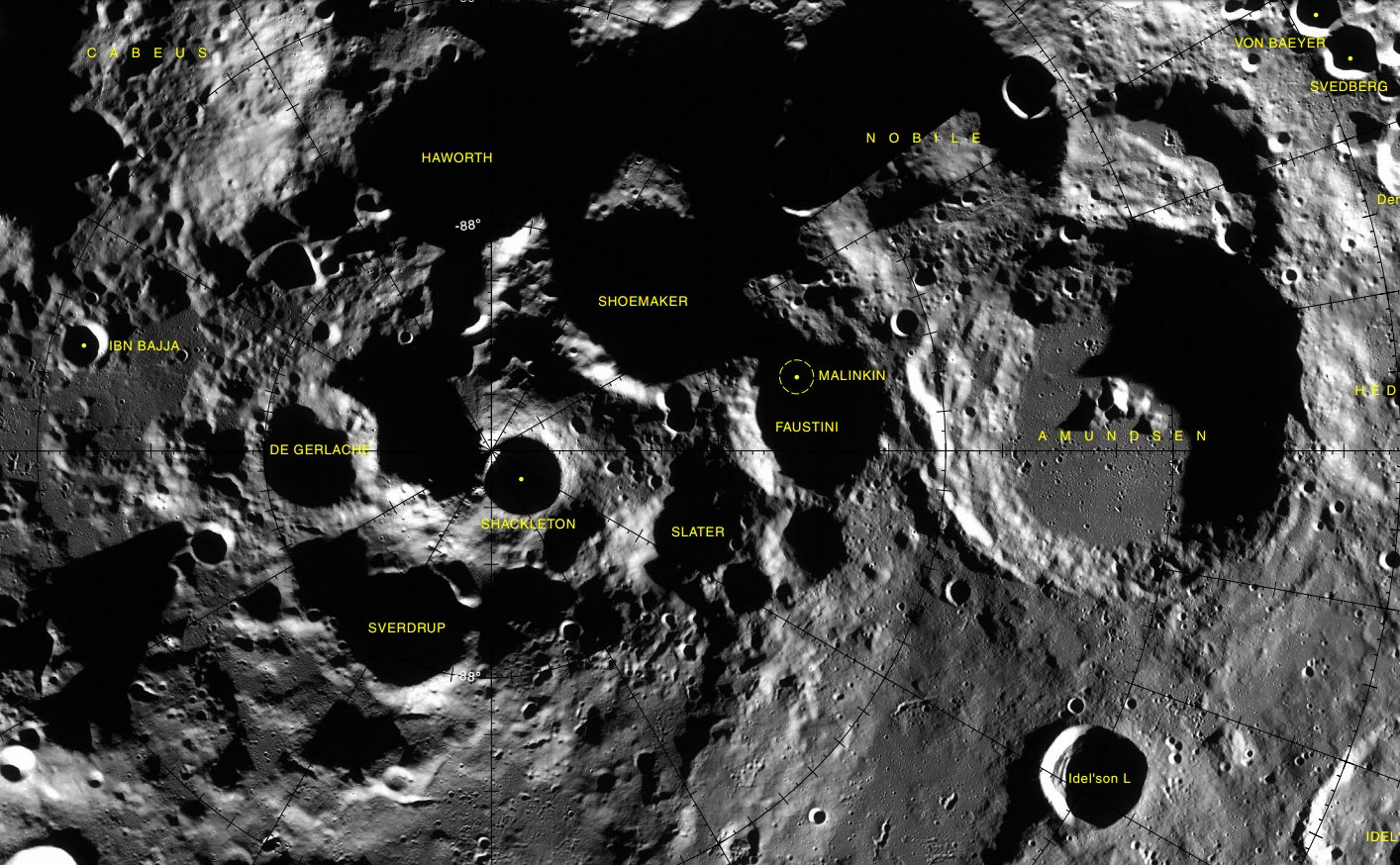
Localització d'Ibn Bajja (esquerra de la imatge).

El cràter circular té forma de copa. En el nord i est del cràter es localitza una cresta, que és part de la vora del cràter Cabeus, amb una altura sobre el terreny circumdant de 450 m. El volum del cràter és d'aproximadament 70 km3.
Aquest cràter sense denominació prèvia va ser anomenat juntament amb altres 18 en 2009 per la Unió Astronòmica Internacional, en memòria d'Avempace (cap a 1095-1138), un astrònom i filòsof andalusí.